# پایگاه نیروی هوایی لفلین
پایگاه نیروی هوایی لفلین (به انگلیسی: Laughlin Air Force Base) یک فرودگاه است. این فرودگاه در کشور ایالات متحده آمریکا قرار دارد.